# Oathbreaker
Oathbreaker ist eine belgische Blackgaze- und Post-Black-Metal-Band aus Gent, die 2008 gegründet wurde.

## Geschichte
Die Band wurde im Jahr 2008 gegründet und bestand aus dem Gitarristen Lennart Bossu, dem Bassisten Gilles Demolder, dem Schlagzeuger Ivo Debrabandere und der Sängerin Caro Tanghe. Kurz darauf erschien eine erste selbstbetitelte EP. Daraufhin unterzeichnete die Gruppe einen Plattenvertrag bei Deathwish Inc., worüber 2011 das Debütalbum Mælstrøm veröffentlicht wurde. Nach einem weiteren Album im Jahr 2013 unter dem Namen Eros|Anteros, folgte 2016 das dritte Album Rheia. Auf letzterem ist Wim Coppers als neuer Schlagzeuger zu hören. Debrabanderes Ausscheiden wurde jedoch erst zwei Wochen nach der Veröffentlichung des Albums offiziell bekanntgegeben, als Gründe wurden sowohl persönliche als auch gesundheitliche angegeben. Coppers war mit der Band bereits längere Zeit befreundet. So hatten Oathbreaker und seine alte Band Rise and Fall vor Jahren eine gemeinsame Tour abgehalten, zudem spielt Coppers zusammen mit Gilles in der Gruppe Wiegedood.

## Stil
James Christopher Monger von Allmusic merkte an, dass die Band vor allem durch Screamo, Post-Punk, Shoegazing, Sludge und Black Metal beeinflusst wurde. In seiner Rezension zu Mælstrøm schrieb Volkmar Weber vom Rock Hard, dass das Album eine „Balance aus Vergangenheit und Moderne“ findet und sei dabei „Metal ohne Kuttenmief bzw. Hardcore ohne erhobenen Zeigefinger“. Der Kreischgesang von Karo erinnere gelegentlich an Black Metal. In einer späteren Ausgabe rezensierte Weber Eros|Anteros und bezeichnete die Musik als eine aggressive Mischung aus Black Metal und Hardcore Punk und zog einen Vergleich zu Kvelertak. Auch arbeite die Gruppe gelegentlich Elemente aus dem Shoegazing ein. Das Album sei sowohl für Fans von Satyricon als auch von Mogwai geeignet. Melanie Aschenbrenner vom Metal Hammer ordnete Rheia dem Post- und Black-Metal zu. Hierbei gebe es Klargesang, der „schief und krumm“ klinge, sodass sie damalige Vergleiche zu Chelsea Wolfe nicht nachempfinden könne. Der Gesang biete jedoch eine Mischung aus Verletzlichkeit und Aggression, während sich die Instrumente in der Lautstärke dynamischen verhielten. Nach mehrmaligem Hören werde deutlich, dass die Gruppe mehr als nur Deafheaven-Epigonen seien. Das FUZE Magazine listete Rheia als eines der Top 5 Alben in der Novemberausgabe des Jahres 2016 und nennt es „eine der spannendsten Veröffentlichungen des Herbsts 2016“.

## Diskografie
- 2008: Oathbreaker (EP, Holy Shit! Records)
- 2011: Amenra / Oathbreaker (Split mit Amenra, Church of Ra Records)
- 2011: Mælstrøm (Album, Deathwish Inc.)
- 2013: Eros|Anteros (Album, Deathwish Inc.)
- 2015: Live at Vooruit | Ghent, BE (DVD, Eigenveröffentlichung)
- 2016: Rheia (Album, Deathwish Inc.)
- 2016: An Audiotree Live Session (Live-Album, Audiotree Records)